# Aphelaria brunneola
Aphelaria brunneola é uma espécie de fungo pertencente à família Aphelariaceae.